# Romario Benzar
Romario Sandu Benzar (Timișoara, 26 marzo 1992) è un calciatore rumeno, difensore del Botoșani.

## Biografia
Ha un fratello, Daniel, anch'egli calciatore.

## Caratteristiche tecniche
È un terzino destro di spinta, dotato di velocità e dinamismo. Abile a battere le punizioni, può giocare pure da mezzala o da ala sulla fascia destra, tuttavia in carriera è stato anche utilizzato in altre posizioni (centrale di centrocampo o trequartista).

## Carriera

### Club
Cresciuto calcisticamente nell'Academia Hagi, si trasferisce poi nel settore giovanile del Viitorul Costanza, con la cui prima squadra debutta nella stagione 2010-2011 in Liga II. Il debutto in Liga I avviene nella stagione 2012-2013. Esordisce nelle coppe europee il 28 luglio 2016 nella partita persa per 5-0 sul campo del Gent, valevole per l'andata del terzo turno di qualificazione di Europa League. Vince il campionato rumeno nel 2016-2017.
Il 10 agosto 2017 è acquistato dall'FCSB insieme con il compagno di squadra Dragoș Nedelcu per la cifra complessiva di 2,7 milioni di euro; firma un contratto quinquennale con il club della capitale.
Il 30 giugno 2019 viene ingaggiato dal Lecce con contratto triennale. Esordisce in Serie A il 26 agosto seguente, subentrando ad Andrea Rispoli nel secondo tempo di Inter-Lecce (4-0), partita valida per la prima giornata del campionato 2019-2020. Nella prima parte di stagione raccoglie solo 3 presenze in campionato e una in Coppa Italia.
Il 20 gennaio 2020 passa al Perugia in prestito con diritto di riscatto. Debutta con gli umbri il 27 gennaio, nella gara di Serie B vinta in casa contro il Livorno (1-0); dopo aver collezionato solo 4 presenze in campionato e a campionato cadetto ancora in corso, nel luglio seguente termina la propria esperienza umbra in accordo con il club, facendo rientro al Lecce.
Il 24 settembre 2020 fa ritorno al Viitorul in prestito con diritto di riscatto in favore del club rumeno. Rientrato al Lecce alla fine della stagione 2020-2021, rimane fuori rosa per l'annata 2021-2022.
Il 3 giugno 2022 viene comunicato il suo approdo al Farul Costanza alla scadenza del contratto con il Lecce, che avviene il 30 giugno. Svincolatosi dal Farul, il 7 gennaio 2023 viene ingaggiato dall'UTA Arad, con cui firma un contratto valido sino alla fine della stagione 2022-2023. Il 5 settembre 2023 firma per il Botoșani.

### Nazionale
Dopo aver compiuto tutta la trafila nelle nazionali rumene, dall'Under-17 all'Under-19 all'Under-21, il 4 settembre 2016 esordisce in nazionale maggiore nella partita Romania-Montenegro 1-1, valida per le qualificazioni al campionato mondiale di calcio 2018.

## Statistiche

### Presenze e reti nei club
Statistiche aggiornate al 5 settembre 2023.
| Stagione                 | Squadra                  | Campionato               | Campionato | Campionato | Coppe nazionali | Coppe nazionali | Coppe nazionali | Coppe continentali | Coppe continentali | Coppe continentali | Altre coppe | Altre coppe | Altre coppe | Totale | Totale |
| Stagione                 | Squadra                  | Comp                     | Pres       | Reti       | Comp            | Pres            | Reti            | Comp               | Pres               | Reti               | Comp        | Pres        | Reti        | Pres   | Reti   |
| ------------------------ | ------------------------ | ------------------------ | ---------- | ---------- | --------------- | --------------- | --------------- | ------------------ | ------------------ | ------------------ | ----------- | ----------- | ----------- | ------ | ------ |
| 2010-2011                | Viitorul Costanza        | Liga II                  | 23         | 0          | CR              | 1               | 1               | -                  | -                  | -                  | -           | -           | -           | 24     | 1      |
| 2011-2012                | Viitorul Costanza        | Liga II                  | 19         | 1          | CR              | 1               | 0               | -                  | -                  | -                  | -           | -           | -           | 20     | 1      |
| 2012-2013                | Viitorul Costanza        | Liga I                   | 24         | 3          | CR              | 1               | 0               | -                  | -                  | -                  | -           | -           | -           | 25     | 3      |
| 2013-2014                | Viitorul Costanza        | Liga I                   | 28         | 0          | CR              | 3               | 0               | -                  | -                  | -                  | -           | -           | -           | 31     | 0      |
| 2014-2015                | Viitorul Costanza        | Liga I                   | 29         | 2          | CR+CdL          | 1+2             | 0               | -                  | -                  | -                  | -           | -           | -           | 32     | 2      |
| 2015-2016                | Viitorul Costanza        | Liga I                   | 22+9       | 2          | CR+CdL          | 3+2             | 0               | -                  | -                  | -                  | -           | -           | -           | 36     | 2      |
| 2016-2017                | Viitorul Costanza        | Liga I                   | 25+9       | 1          | CR+CdL          | 1+1             | 0               | UEL                | 1                  | 0                  | -           | -           | -           | 37     | 1      |
| lug.-ago. 2017           | Viitorul Costanza        | Liga I                   | 3          | 0          | CR              | 0               | 0               | UCL+UEL            | 2+0                | 0                  | SR          | 1           | 0           | 6      | 0      |
| ago. 2017-2018           | FCSB                     | Liga I                   | 9+10       | 1          | CR              | 0               | 0               | UCL+UEL            | 0+5                | 0                  | -           | -           | -           | 24     | 1      |
| 2018-2019                | FCSB                     | Liga I                   | 22+9       | 0          | CR              | 0               | 0               | UEL                | 5                  | 0                  | -           | -           | -           | 36     | 0      |
| Totale FCSB              | Totale FCSB              | Totale FCSB              | 31+19      | 1          |                 | 0               | 0               |                    | 10                 | 0                  |             | -           | -           | 60     | 1      |
| 2019-gen. 2020           | Lecce                    | A                        | 3          | 0          | CI              | 1               | 0               | -                  | -                  | -                  | -           | -           | -           | 4      | 0      |
| gen.-lug. 2020           | Perugia                  | B                        | 4          | 0          | CI              | -               | -               | -                  | -                  | -                  | -           | -           | -           | 4      | 0      |
| 2020-2021                | Viitorul Costanza        | Liga I                   | 23         | 0          | CR              | 0               | 0               | -                  | -                  | -                  | -           | -           | -           | 23     | 0      |
| Totale Viitorul Costanza | Totale Viitorul Costanza | Totale Viitorul Costanza | 196+18     | 9          |                 | 16              | 1               |                    | 3                  | 0                  |             | 1           | 0           | 234    | 10     |
| 2021-2022                | -                        | -                        | -          | -          | -               | -               | -               | -                  | -                  | -                  | -           | -           | -           | -      | -      |
| 2022-2023                | Farul Costanza           | Liga I                   | 6          | 0          | CR              | 1               | 0               | -                  | -                  | -                  | -           | -           | -           | 8      | 0      |
| gen.-giu. 2023           | UTA Arad                 | Liga I                   | 9          | 0          | CR              | 0               | 0               | -                  | -                  | -                  | -           | -           | -           | 9      | 0      |
| 2023-2024                | Botoșani                 | Liga I                   | 0          | 0          | CR              | 0               | 0               | -                  | -                  | -                  | -           | -           | -           | 0      | 0      |
| Totale carriera          | Totale carriera          | Totale carriera          | 249+37     | 10         |                 | 18              | 1               |                    | 13                 | 0                  |             | 1           | 0           | 318    | 11     |

### Cronologia presenze e reti in nazionale
| Cronologia completa delle presenze e delle reti in nazionale ― Romania | Cronologia completa delle presenze e delle reti in nazionale ― Romania | Cronologia completa delle presenze e delle reti in nazionale ― Romania | Cronologia completa delle presenze e delle reti in nazionale ― Romania | Cronologia completa delle presenze e delle reti in nazionale ― Romania | Cronologia completa delle presenze e delle reti in nazionale ― Romania | Cronologia completa delle presenze e delle reti in nazionale ― Romania | Cronologia completa delle presenze e delle reti in nazionale ― Romania |
| Data                                                                   | Città                                                                  | In casa                                                                | Risultato                                                              | Ospiti                                                                 | Competizione                                                           | Reti                                                                   | Note                                                                   |
| ---------------------------------------------------------------------- | ---------------------------------------------------------------------- | ---------------------------------------------------------------------- | ---------------------------------------------------------------------- | ---------------------------------------------------------------------- | ---------------------------------------------------------------------- | ---------------------------------------------------------------------- | ---------------------------------------------------------------------- |
| 4-9-2016                                                               | Cluj-Napoca                                                            | Romania                                                                | 1 – 1                                                                  | Montenegro                                                             | Qual. Mondiali 2018                                                    | -                                                                      |                                                                        |
| 8-10-2016                                                              | Erevan                                                                 | Armenia                                                                | 0 – 5                                                                  | Romania                                                                | Qual. Mondiali 2018                                                    | -                                                                      |                                                                        |
| 11-10-2016                                                             | Astana                                                                 | Kazakistan                                                             | 0 – 0                                                                  | Romania                                                                | Qual. Mondiali 2018                                                    | -                                                                      |                                                                        |
| 11-11-2016                                                             | Bucarest                                                               | Romania                                                                | 0 – 3                                                                  | Polonia                                                                | Qual. Mondiali 2018                                                    | -                                                                      | 52’                                                                    |
| 26-3-2017                                                              | Cluj-Napoca                                                            | Romania                                                                | 0 – 0                                                                  | Danimarca                                                              | Qual. Mondiali 2018                                                    | -                                                                      |                                                                        |
| 10-6-2017                                                              | Varsavia                                                               | Polonia                                                                | 3 – 1                                                                  | Romania                                                                | Qual. Mondiali 2018                                                    | -                                                                      |                                                                        |
| 13-6-2017                                                              | Cluj-Napoca                                                            | Romania                                                                | 3 – 2                                                                  | Cile                                                                   | Amichevole                                                             | -                                                                      | 46’                                                                    |
| 1-9-2017                                                               | Bucarest                                                               | Romania                                                                | 1 – 0                                                                  | Armenia                                                                | Qual. Mondiali 2018                                                    | -                                                                      |                                                                        |
| 4-9-2017                                                               | Podgorica                                                              | Montenegro                                                             | 1 – 0                                                                  | Romania                                                                | Qual. Mondiali 2018                                                    | -                                                                      |                                                                        |
| 5-10-2017                                                              | Ploiești                                                               | Romania                                                                | 3 – 1                                                                  | Kazakistan                                                             | Qual. Mondiali 2018                                                    | -                                                                      | 71’                                                                    |
| 24-3-2018                                                              | Netanya                                                                | Israele                                                                | 1 – 2                                                                  | Romania                                                                | Amichevole                                                             | -                                                                      |                                                                        |
| 31-5-2018                                                              | Graz                                                                   | Romania                                                                | 3 – 2                                                                  | Cile                                                                   | Amichevole                                                             | -                                                                      | 90’                                                                    |
| 7-9-2018                                                               | Ploiești                                                               | Romania                                                                | 0 – 0                                                                  | Montenegro                                                             | UEFA Nations League 2018-2019 - 1º turno                               | -                                                                      |                                                                        |
| 17-11-2018                                                             | Ploiești                                                               | Romania                                                                | 3 – 0                                                                  | Lituania                                                               | UEFA Nations League 2018-2019 - 1º turno                               | -                                                                      |                                                                        |
| 26-3-2019                                                              | Bucarest                                                               | Romania                                                                | 4 – 1                                                                  | Fær Øer                                                                | Qual. Euro 2020                                                        | -                                                                      | 46’                                                                    |
| 5-9-2019                                                               | Bucarest                                                               | Romania                                                                | 1 – 2                                                                  | Spagna                                                                 | Qual. Euro 2020                                                        | -                                                                      |                                                                        |
| 12-10-2019                                                             | Tórshavn                                                               | Fær Øer                                                                | 0 – 3                                                                  | Romania                                                                | Qual. Euro 2020                                                        | -                                                                      |                                                                        |
| 15-10-2019                                                             | Bucarest                                                               | Romania                                                                | 1 – 1                                                                  | Norvegia                                                               | Qual. Euro 2020                                                        | -                                                                      | cap. 43’                                                               |
| 18-11-2019                                                             | Madrid                                                                 | Spagna                                                                 | 5 – 0                                                                  | Romania                                                                | Qual. Euro 2020                                                        | -                                                                      |                                                                        |
| Totale                                                                 |                                                                        | Presenze                                                               | 19                                                                     |                                                                        | Reti                                                                   | 0                                                                      |                                                                        |

## Palmarès

### Competizioni nazionali
- Campionato rumeno: 1

Viitorul Costanza: 2016-2017